# NU'EST
I NU'EST (in hangŭl 뉴이스트; acronimo di New Establish Style Tempo) sono stati una boy band sudcoreana formata nel 2012. Il gruppo è stato creato dalla Pledis Entertainment e consiste di cinque membri: Jr., Aron, Baekho, Minhyun e Ren. Hanno debuttato il 15 marzo 2012 con il loro primo singolo, Face. Il gruppo si è sciolto il 28 febbraio 2022.
Jr, Baekho, Ren e Minhyun sono stati concorrenti della seconda stagione di Produce 101.

## Formazione
- Aron (nato Aaron Kwak Young-min, Los Angeles, 21 maggio 1993)
- JR (nato Kim Jong-hyun, Gangneung, 8 giugno 1995)
- Baekho (nato Kang Dong-ho, Jeju, 21 luglio 1995)
- Hwang Min-hyun (Pusan, 9 agosto 1995)
- Ren (nato Choi Min-ki, Pusan, 3 novembre 1995)

## Discografia

### Album in studio
- 2014 – Re:Birth
- 2015 – Bridge the World
- 2021 – Romanticize

### Raccolte
- 2014 – NU'EST Best in Korea (Giappone)

### EP
- 2012 – Action
- 2013 – Hello
- 2013 – Sleep Talking
- 2016 – Q. is
- 2016 – Canvas
- 2019 – Happily Ever After
- 2019 – The Table
- 2020 – The Nocturne

### Singoli
- 2012 – Face
- 2015 – I'm Bad